# Linyra lymphatica
Linyra lymphatica là một loài bọ cánh cứng trong họ Cerambycidae.